# Branislav Lukić Luka

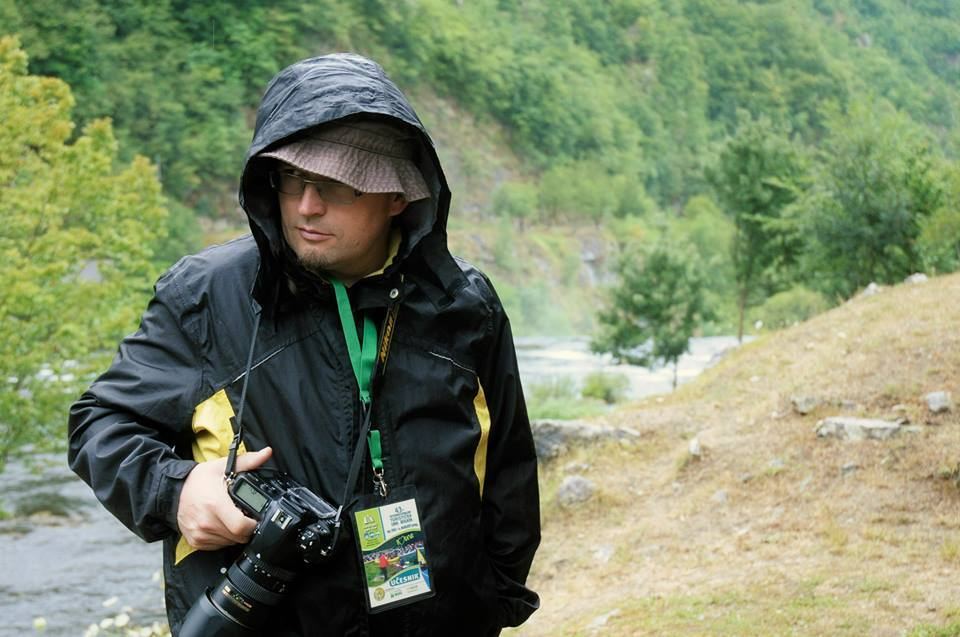
Branislav Lukić Luka (2015)

Branislav Lukić Luka (* 31. März 1970 in Tuzla) ist ein multimedialer Künstler aus Bosnien und Herzegowina. 

## Leben
Luka lernte das Kunsthandwerk bei den sarajewischen Künstlern Mirsad Džombić und Vladimir Vojnović. Er schloss ein Studium an der Fakultät der Bildenden Kunst der unabhängigen Universität Banja Luka ab, in der Klasse von Professorin Jelena Rubil.
Als Maler hatte er mehr als 30 selbstständige und über 100 Gruppenausstellungen im eigenen Land und im Ausland. Seine Dichtungen wurden auch in Zeitschriften veröffentlicht, so wie in gemeinsamen Ansammlungen wie z. B. Dunavski Dragulji (Donaujuwele), More na dlanu (Meer auf der Handfläche), Tebi pjesma za Valentinovo (Ein Lied für dich am Valentinstag), Anthologie von Facebookdichtern, Garavi sokak (poetische internationale Manifestation in Serbien).
Seine Poesie wurde auf Englisch, Russisch, Polnisch, Slowenisch und Arabisch übersetzt.  
Er ist Teilnehmer bei internationalen Künstlerkolonien, Festivals, literarischen und poetischen Treffen im In- und Ausland. Seine Fotografien machte er in Einzel- und Gruppenausstellungen öffentlich zugänglich.
Branislav  Lukić Luka ist Designer und Redakteur der Poesiebücher – Mann mit dem Glanz von Una in den Augen - Amarildo Mulić, Wenn ich ein Fluss wäre, Auf eine absehbare Zeit wartend, Zeit der Mutigen, Mein Traum von Oma, Entwicklung der Kreativität und Prävention von Störungen der Verhaltensweise (Vorschulkinder), Stellungen bosnisch-herzegowinischer Bürger gegenüber den Kenntnissen über die Aktivität der BiH Diaspora in der Welt und in BiH selbst und Ein Funke in der Asche.

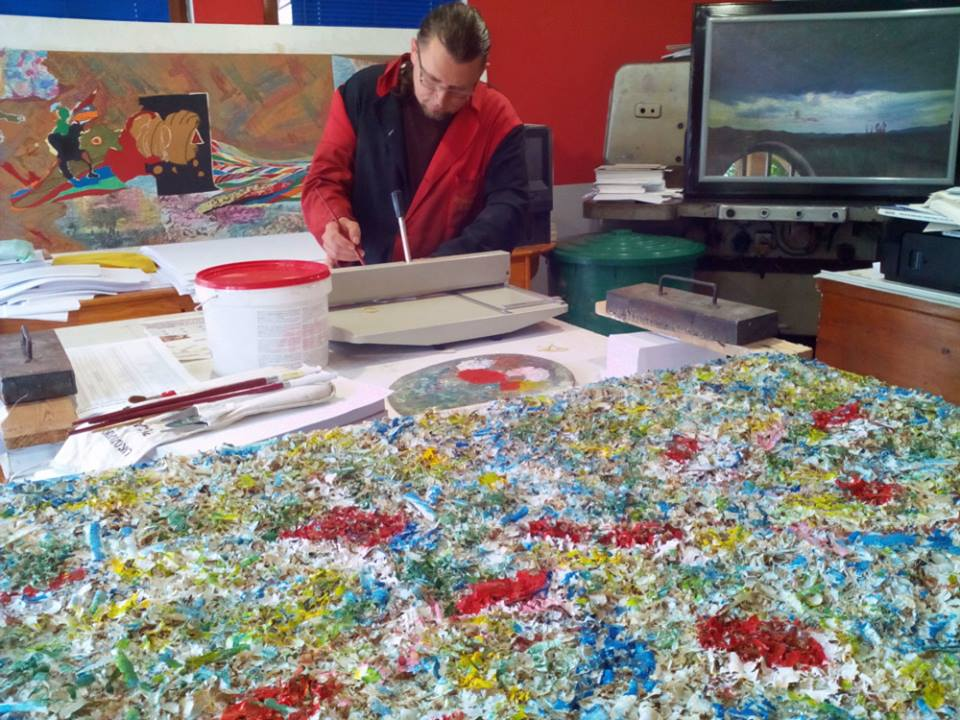
Branislav Lukić Luka im Atelier

Er war Mitglied von „Alarm aus Tuzla“. Mit Neven Tunjić ist er Gründer der Band DJ Luka Frank. Außerdem ist er einer der Gründer des Internetportals und wöchentlich gedruckten Mediums Lukavac Heute, Gründer des Designstudios LuDe Art Studiogalerie und der Druckerei INDA in Lukavac. Des Weiteren ist er Mitglied vieler Künstlergruppen im In- und Ausland, Gründer und Förderer der Gruppe Lucido und einer der Gründer von ULUTK (Künstlerverein des Tuzlakantons). Für seine künstlerische Arbeit wurde er in den Bereichen Malerei, Fotografie und Poesie ausgezeichnet.

## Projekte
- Homesickness (Heimweh) – Januar 1994–1997, Zyklus multimedialer Projekte
- Zeit der Jäger – Mai 1998
- Stoß die diktierte Vorstellung der Welt ab – Oktober 1998
- Große Hoffnungen in der Identitätskrise – April 1999
- Generationen – Juli 2000
- Zivilisation unter Masken – Juni 2006 (Gemeinsames Projekt von Jasmin Maga und Branislav Lukić Luka).
- Bewegung des bosnischen Behars – 2007 – (Das Projekt dauert noch an, es wird realisiert durch verschiedene künstlerische Aufführungen, Ausstellungen, einen Bücherzyklus, bestehend aus Poesie und Fotos bosnischer Modelle).
- Schrei durch ein Spinnennetz aus Seide – 2009 (Gemeinsames Projekt von Branislav Lukić Luka, Denis Dugonjić und Jasmin Mujanović Mag)
- Mosaik des Morgens und der Nacht – 2011 (Gemeinsames Projekt von Branislav Lukić Luka und Denis Dugonjić)
- Das Verschwinden-März 2019 (Das Projekt ist noch nicht abgeschlossen)

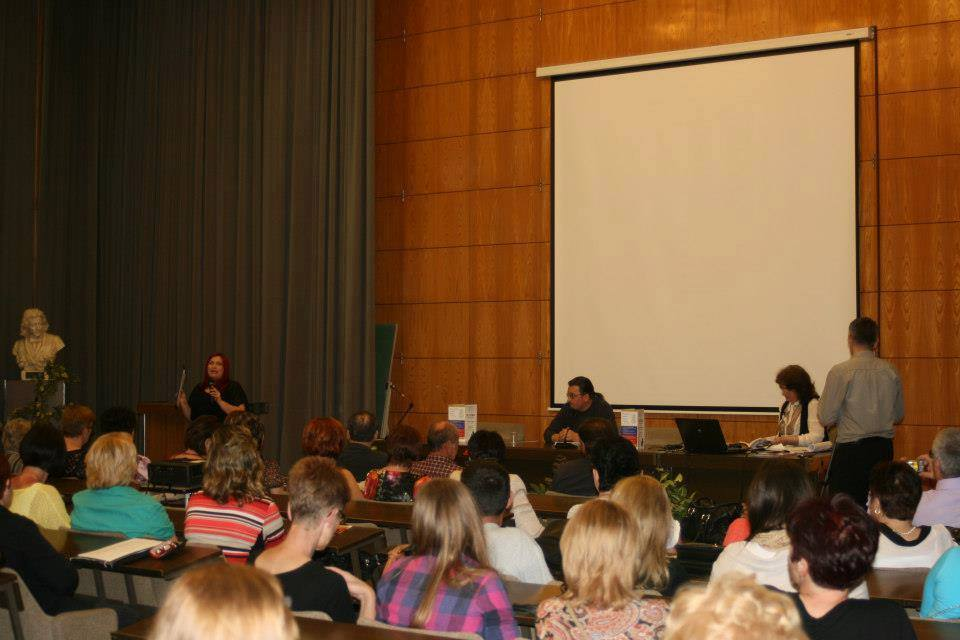
„Internationales Kulturfestival“ Kranj 2013. Wichsen des Hundebeins, mit Autor Branislav Lukić Luka

## Veröffentlichungen
- Noch ein lustiges Jahrhundert (Gemeinsames Projekt von Jasmin Mag, Damir Nezirović und Branislav Lukić Luka) – Dom mladih (Jugendzentrum) Tuzla, 1999
- Haut ab, ihr Haufen! – Dom mladih (Jugendzentrum) Tuzla, 2001
- Wichsen des Hundebeins – Lucido, Alternative Underground Balkan, 2004Дркање цуки ноге[1] – Луцидо, алтернативе ундергроунд Балкан, 2004. године.
- Schrei durch ein Spinnennetz aus Seide (Gemeinsame Poesieansammlung von 9 Autoren aus dem Balkan) – INDA GmbH  Lukavac, 2009
- Bewegung des bosnischen Behars (Bücherzyklus, bestehend aus Poesie und Fotos bosnischer Modelle) – INDA GmbH  Lukavac, erstes Buch aus dem Zyklus erschien 2009
- Der Brief docx-(Ana Jovanovska i Branislav Lukic Luka)-Antalog Skoplje, 2020